# Emili Rosales
- Este artigo foi inicialmente traduzido, total ou parcialmente, do artigo da Wikipédia em castelhano cujo título é «Emili Rosales», especificamente desta versão.

Emili Rosales i Castellà (Sant Carles de la Ràpita, 12 de fevereiro de 1968) é um escritor e editor catalão .
Tudo começou no campo da poesia, mas logo migrou para o romance. Após a publicação de três títulos no período de quatro anos, Rosales teve um hiato de cinco anos no qual trabalhava em sua próxima novela. O esforço foi recompensado com a obra La ciutat invisible, com o qual ganhou o Prêmio Sant Jordi de romance e recebeu críticas muito positivas. Seus trabalhos foram traduzidos em muitas línguas.

## Trabalho publicado

### Romance
- 1995 La casa de la platja
- 1997 Els amos del món
- 1999 Mentre Barcelona dorm
- 2005 La ciutat invisible

### Poesia
- 1989 Ciutats i mar
- 1991 Els dies i tu

### Prêmios
- 1990 Prêmio Salvador Espriu de poesia jove - 1990 - Els dies i tu
- 2004 Prêmio Sant Jordi de romance: La ciutat invisible